# HD119713
HD119713 — хімічно пекулярна зоря спектрального класу F0, що має видиму зоряну величину в смузі V приблизно  7,8.
Вона  розташована на відстані близько 587,7 світлових років від Сонця.